# Rolf Thorsen
Rolf Thorsen, né le 22 février 1961 à Zurich en Suisse, est un rameur d'aviron norvégien.

## Palmarès

### Jeux olympiques
- 1988 à Séoul
  -  Médaille d'argent en quatre de couple
- 1992 à Barcelone
  -  Médaille d'argent en quatre de couple[1]

### Championnats du monde
- 1981 à Munich
  -  Médaille de bronze en deux de couple
- 1982 à Lucerne
  -  Médaille d'or en deux de couple
- 1983 à Duisbourg
  -  Médaille d'argent en deux de couple
- 1989 à Bled
  -  Médaille d'or en deux de couple
- 1993 à Račice
  -  Médaille d'argent en deux de couple
- 1994 à Indianapolis
  -  Médaille d'or en deux de couple